# Геллем Тауншип (округ Йорк, Пенсільванія)
Геллем Тауншип (англ. Hellam Township) — селище (англ. township) в США, в окрузі Йорк штату Пенсільванія. Населення — 5923 особи (2020).

## Демографія
Згідно з переписом 2010 року, у селищі мешкали 6043 особи в 2444 домогосподарствах у складі 1757 родин. Було 2589 помешкань
Расовий склад населення:
| - 96,4 % — білих - 1,1 % — чорних або афроамериканців - 0,4 % — азіатів - 0,1 % — корінних американців |

До двох чи більше рас належало 1,3 %. Частка іспаномовних становила 1,8 % від усіх жителів.
За віковим діапазоном населення розподілялося таким чином: 20,3 % — особи молодші 18 років, 64,9 % — особи у віці 18—64 років, 14,8 % — особи у віці 65 років та старші. Медіана віку мешканця становила 45,4 року. На 100 осіб жіночої статі у селищі припадало 100,3 чоловіків;  на 100 жінок у віці від 18 років та старших — 97,9 чоловіків також старших 18 років.
Середній дохід на одне домашнє господарство  становив 77 095 доларів США (медіана — 55 692), а середній дохід на одну сім'ю — 87 142 долари (медіана — 64 226). Медіана доходів становила 42 025 доларів для чоловіків та 36 438 доларів для жінок. За межею бідності перебувало 7,2 % осіб, у тому числі 15,0 % дітей у віці до 18 років та 5,6 % осіб у віці 65 років та старших.
Цивільне працевлаштоване населення становило 2915 осіб. Основні галузі зайнятості: виробництво — 18,4 %, освіта, охорона здоров'я та соціальна допомога — 16,6 %, роздрібна торгівля — 13,9 %.